# Далин, Андерс
Андерс Йеркер Дали́н (швед. Anders Jerker Dahlin; род. 12 марта 1975) — шведский оперный певец, тенор.

## Биография
Учился в консерватории в Фалуне, в Государственной академии музыки в Осло, и в Королевской датской академии музыки в Копенгагене.
Дебютировал на профессиональной сцене в 1998 году в Норвежском Национальном театре оперы, где с успехом исполнил роль Тома Уингфилда в опере Антинио Бибало по пьесе Теннеси Уильямса «Стеклянный зверинец».
В последние годы Далин стал одним из ведущих исполнителей музыки барокко, в том числе раннего французского барокко.
Работал и работает с такими дирижёрами, как Джон Элиот Гардинер, Уильям Кристи, Кристоф Руссе, Эммануэль Аим, Рене Якобс, Эрве Нике, Марк Минковски, Эрик Эриксон, Андреас Шперинг, Алексис Коссенко, Франсуа Ксавье Рот.

## Оперный репертуар
Рамо, Жан-Филипп:
- «Зороастр», Зороастр
- «Платея», Платея, Меркурий, Феспис
- «Галантная Индия», Карлос, Такмас
- «Кастор и Поллукс», Кастор, L’Atlète, Меркурий
- «Дардан», Дардан

Марк-Антуан Шарпантье:
- «Давид и Ионафан», Давид
- «Медея», Язон, Пастух, Фантом, Коринфянин

Андре Кампра:
- «Семела», Adraste

Жан-Батист Люлли:
- «Роланд», Insulaire, Coridon
- «Армида», Счастливый влюблённый

Вольфганг Амадей Моцарт:
- «Похищение из сераля», Бельмонте
- «Так поступают все», Феррандо

Клаудио Монтеверди:
- «Орфей», Первый пастух, Эхо
- «Коронация Поппеи», Первый солдат, Lucano, Famigliare 1, Трибун, Оттон, Nutrice
- «Возвращение Улисса на родину», Телемак, Человеческая слабость

Генри Пёрселл:
- «Королева фей», Китаец, Тезей
- «Король Артур», разные роли

Анри Демаре:
- «Венера и Адонис»

Антонио Бибало:
- «Стеклянный зверинец», Том Уингфилд

Хенрик Хеллстениус:
- Sera. Abel